# Amerocroce boliviana
Amerocroce boliviana is een insect uit de familie van de Nemopteridae, die tot de orde netvleugeligen (Neuroptera) behoort. 
Amerocroce boliviana is voor het eerst wetenschappelijk beschreven door Mansell in 1983.